# فالس کریک
نهر فالس یا فالس کریک (انگلیسی: False Creek) یک شاخابه کوتاه در قلب ونکوور در بریتیش کلمبیای کانادا است. این نهر که مرکز شهر را از بقیه شهر ونکوور جدا می‌کند توسط جورج هنری ریچاردز طی بررسی‌های آب‌نگاری در ۱۸۵۶ تا ۱۸۶۳ نامگذاری شد. مجموعه جهان علوم در انتهای شرقی آن واقع شده است. پل خیابان گرانویل، پل گامبی و پل خیابان بورارد، پل‌های خیابانی هستند که از روی فالس کریک عبور می‌کنند. تونل قطار شهری کانادا لاین از زیر فالس کریک در غرب پل گامبی می‌گذرد. این نهر یکی از چهار مرز آبی عمده ونکوور همراه با خلیج انگلیش بی، شاخاب بورارد و رودخانه فریزر است. این محل در سال ۱۹۸۶ مکان نمایشگاه جهانی اکسپو ۸۶ بود.

## نگارخانه

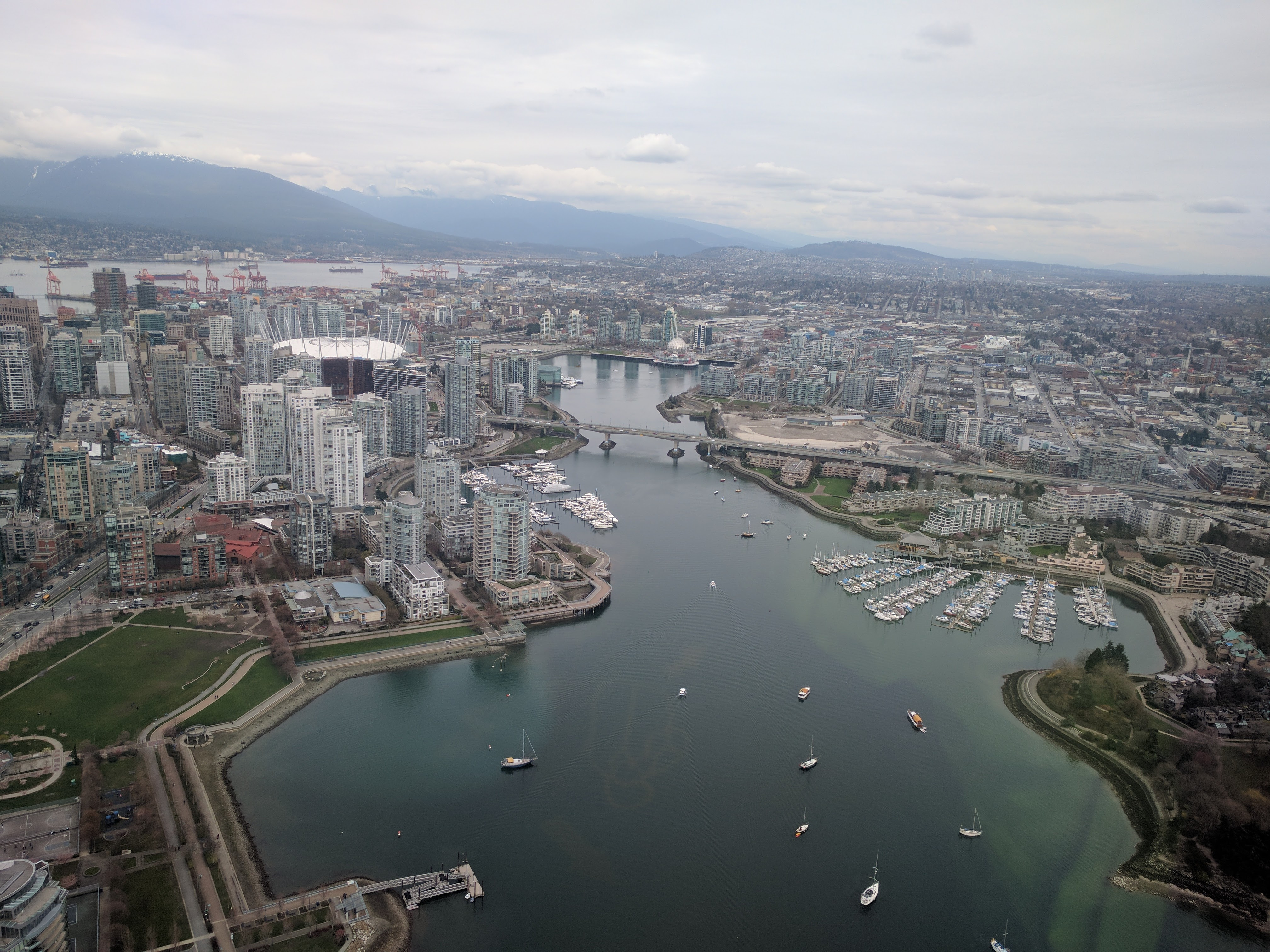
فالس کریک از بالا
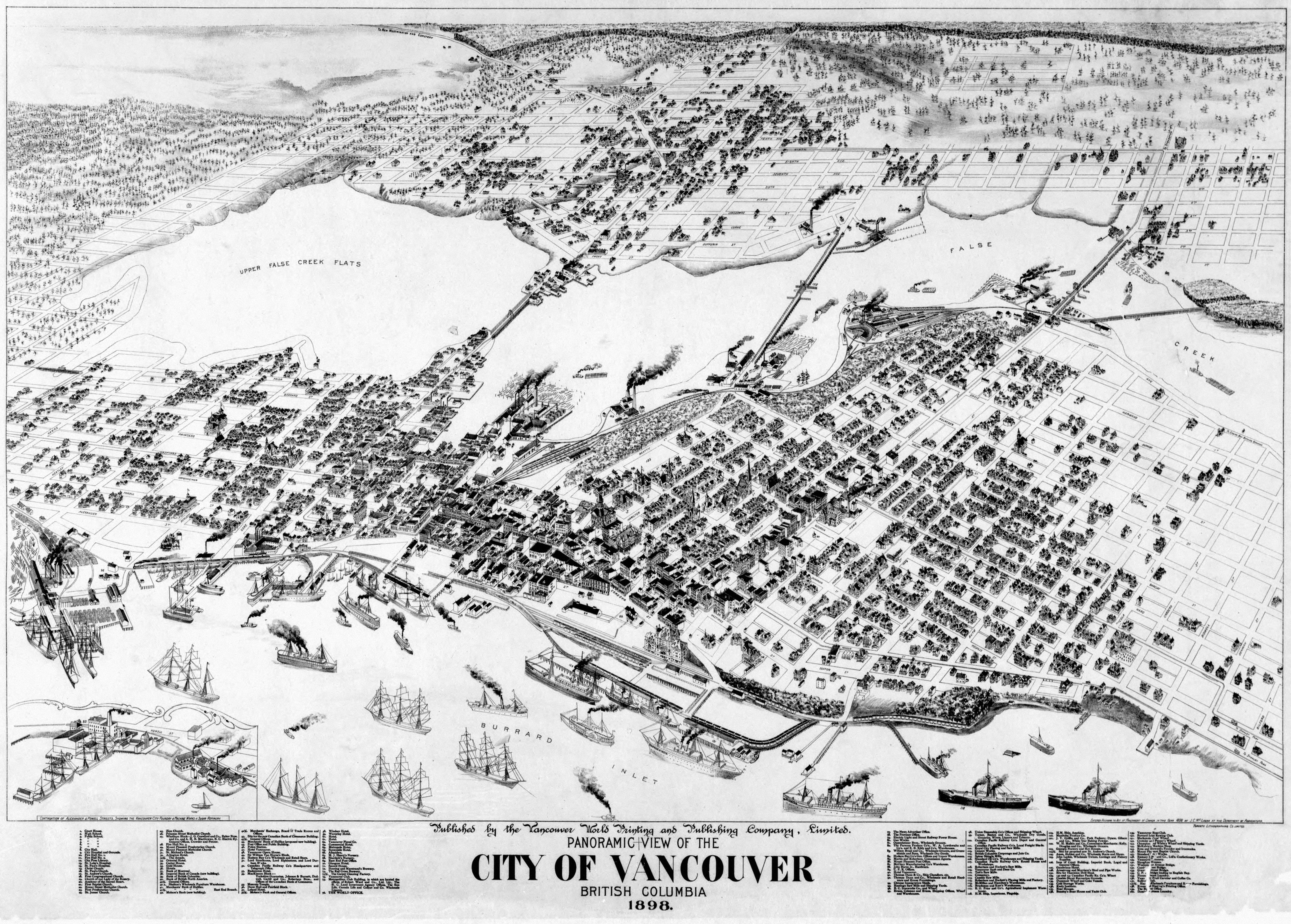
دید نمای دید پرنده از ونکوور در سال ۱۸۹۸
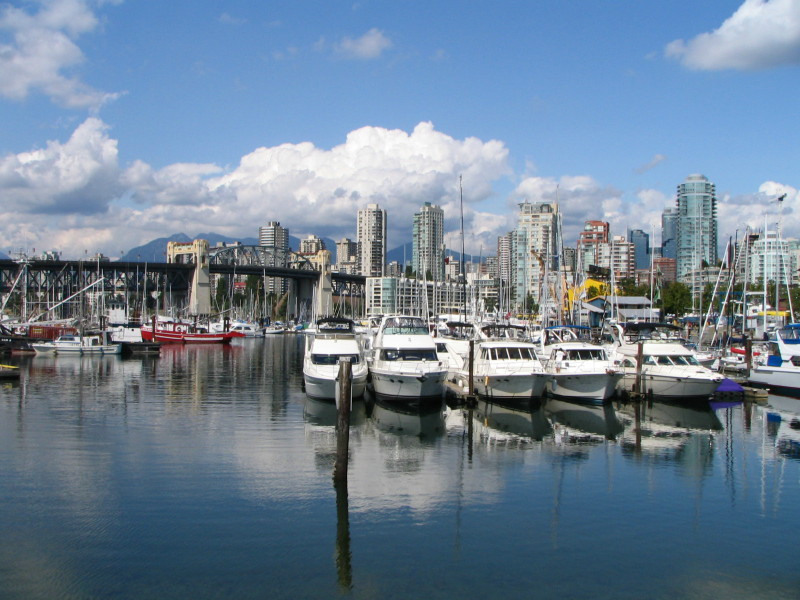
فالس کریک بین پل خیابان گرانویل و پل خیابان بورارد
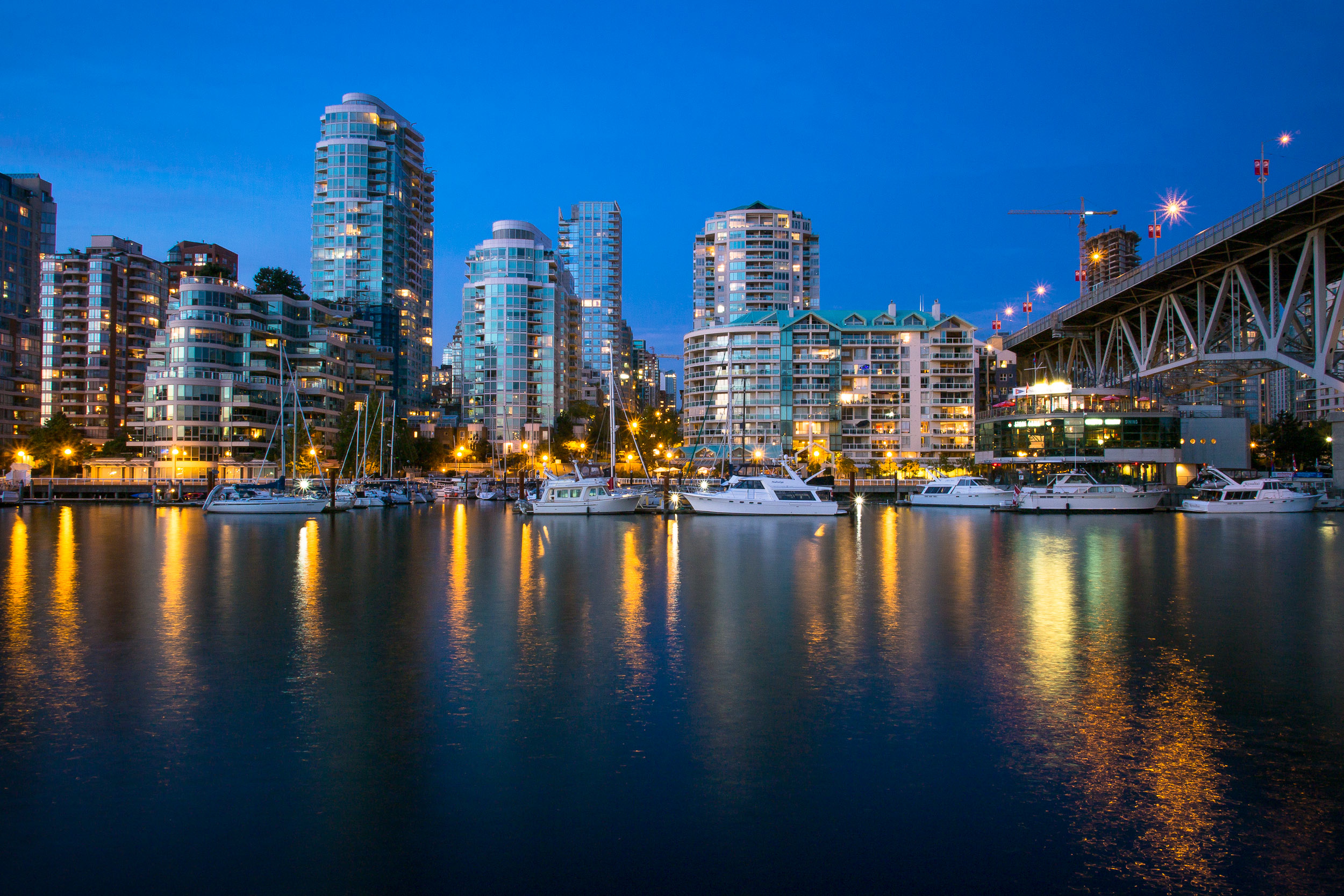
فالس کریک در ساعت آبی
فرابر یا اتوبوس دریایی فالس کریکفرابر یا اتوبوس دریایی فالس کریک